# Trichosteleum schlimii
Trichosteleum schlimii är en bladmossart som beskrevs av Robert Statham Williams 1930. Trichosteleum schlimii ingår i släktet Trichosteleum och familjen Sematophyllaceae. Inga underarter finns listade i Catalogue of Life.